# Trung tâm Hội nghị Fort Worth
Trung tâm Hội nghị Fort Worth (tiếng Anh: Fort Worth Convention Center, trước đây có tên gọi là Trung tâm Hội nghị Quận Tarrant) là một trung tâm hội nghị và nhà thi đấu nằm ở Quảng trường Sundance ở Fort Worth, Texas. Khu phức hợp được khánh thành vào ngày 30 tháng 9 năm 1968, và được mở rộng vào các năm 1983, 2002 và 2003.